# Lorena Villavicencio Ayala
Silvia Lorena Villavicencio Ayala (Ocotlán, Jalisco; es una política mexicana perteneciente a Morena que fue diputada federal entre 2018 y 2021, por la Ciudad de México, Distrito XVI (Álvaro Obregón).

## Trayectoria política
Estudió Derecho en la Universidad Nacional Autónoma de México (UNAM).
Su vida política inició en febrero de 1997, al sumarse a la Corriente Democrática encabezada por Cuauhtémoc Cárdenas, Porfirio Muñoz Ledo e Ifigenia Martínez. En 2021, cuando se presentó para su reelección  perdió ante Xavier González Zirión  y se quedó 11.57% por debajo de los votos logrados por el candidato del Partido Revolucionario Institucional.

## Propuestas legislativas
- Propuso la despenalización de la interrupción del embarazo hasta las 12 semanas.[5]
- Propuso la clasificación del feminicidio como un delito grave.[6]
- Propuso  brindar atención psicológica a las víctimas de violencia sexual.[7]
- Propuso una Ley General de Diversidad Sexual.[8]
- Propuso un ingreso mínimo vital de emergencia[9]
- Presentó una iniciativa para menores de edad vinculados a la delincuencia organizada .[10]
- Propuso una reforma de derechos a las trabajadoras domésticas.[11]
- Impulsó un Sistema Nacional de Cuidados.[12]

## Enlaces  externos
- Lorena Villavicencio Ayala en X (antes Twitter)
- Lorena Villavicencio Ayala en Facebook

- Datos: Q59594431